# Viersener Straße 125–127 (Mönchengladbach)

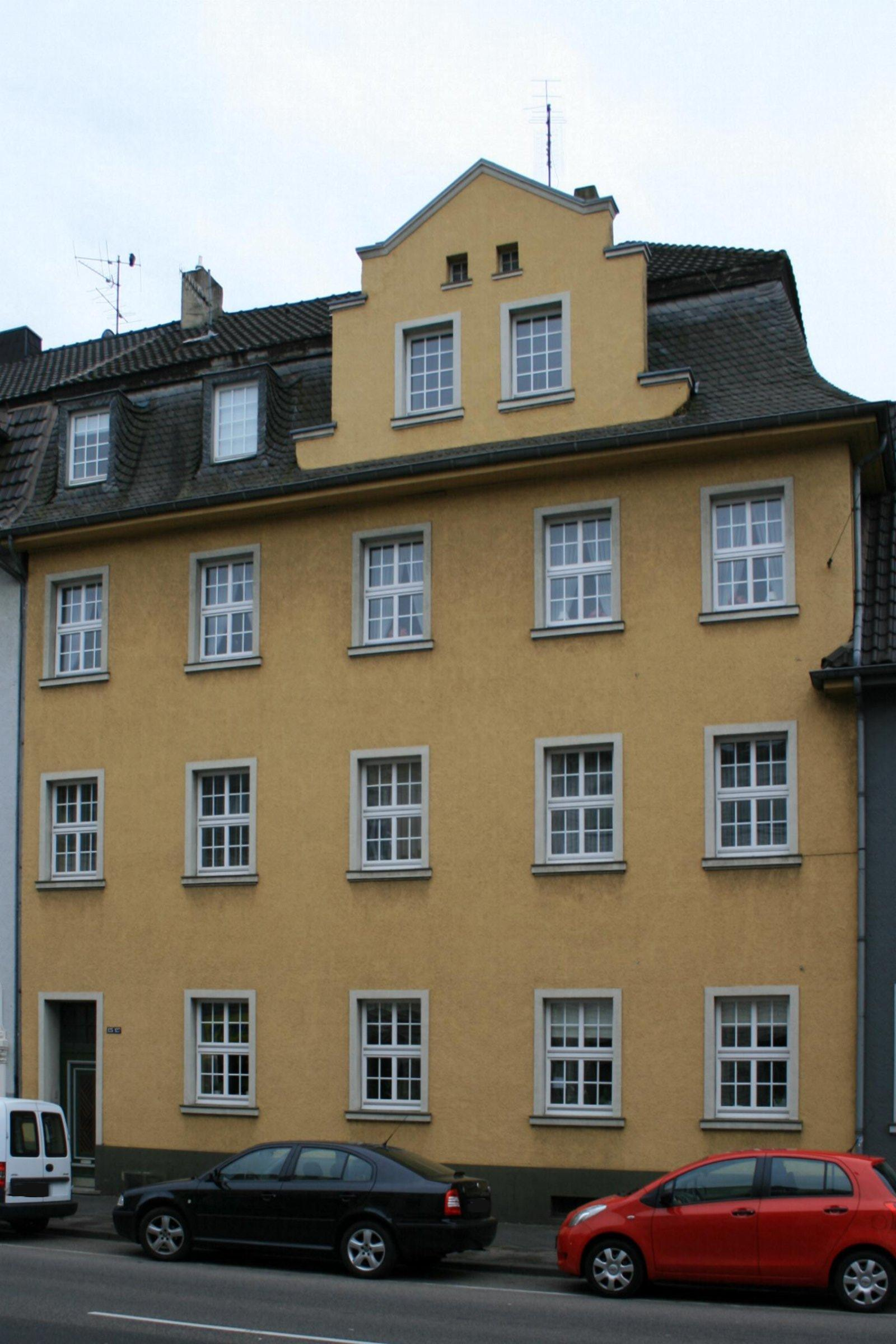
Wohnhaus (2010)

Das Wohnhaus Viersener Straße 125–127 steht in Mönchengladbach (Nordrhein-Westfalen) im Stadtteil Am Wasserturm.
Das Baujahr des Gebäudes ist unbekannt. Es wurde unter Nr. V 019 am 28. März 1995 in die Denkmalliste der Stadt Mönchengladbach eingetragen.

## Lage
Das Gebäude gehört zu einem am Straßenring um den Wasserturm und sich bis in die Viersener Straße hinein fortsetzenden Gebäudekomplex von fünf Mietwohnhäusern. 

## Architektur
Es handelt sich um einen dreigeschossigen Putzbau von fünf  Fensterachsen mit schiefer- und ziegelgedecktem Mansarddach. Asymmetrisch akzentuiert durch einen von der Mitte nach rechts verschobenen Stufengiebel. Neben der gleichmäßigen Fensterreihung übernehmen ein Sockel- und ein weit vorkragendes Dachgesims die horizontale Gliederung. Alle Fenster gleichförmig als Hochrechtecke mit flach aufgelegter Putzrahmung und scharfkantigen Sohlbänken ausgebildet. Die beiden Öffnungen des Giebelfeldes sowie die der beiden links flankierenden Dachgauben sind schmaler proportioniert. Gleich schlicht gestaltet ist der links angeordnete Hauszugang. Eine Unterschutzstellung des Gebäudes liegt daher aus städtebaulichen und architekturhistorischen Gründen im öffentlichen Interesse.